# Dimitrie Jurașcu
Dimitrie Iurașcu (Jurașcu) (n. 29 iunie 1890, Galați, România – d. 17 noiembrie 1964, București, România) a fost un diplomat român, care a condus misiuni diplomatice române în perioada interbelică și în prima jumatate a celui de-al Doilea Război Mondial.

## Biografie
A absolvit studii de drept la Paris și și-a început cariera în diplomație în 1913. A lucrat în perioada interbelică la diferite legații (Belgrad, Atena, Istanbul, Praga, Sofia, Berna, Vatican). A condus apoi Legația română de la Oslo (15 aprilie 1934 - 1 martie 1939), fiind înlocuit de însărcinatul de afaceri Emil Zarifopol și devenind un cunoscător fin al realităților politice din Europa de Nord. A revenit la București în 1939 și a fost numit ministru plenipotențiar cl. II în Administrația Centrală a Ministerului Afacerilor Străine, conducând Departamentul de Afaceri Politici și Consulare al ministerului. A fost numit pe 10 martie 1941 în postul de trimis extraordinar și ministru plenipotențiar la Lisabona.
În lucrarea sa Jurnal politic 1939 – 1950, Dimitrie Jurașcu menționează că, după instalarea guvernului comunist, proprietatea sa din București i-a fost confiscată. A fost chiriaș în această locuință iar apoi a fost silit să o părăsească. După 34 de ani de activitate diplomatică a rămas fără pensie iar astfel a fost nevoit să lucreze ca betonist pe un șantier. Apoi, a lucrat într-un atelier de confecționat lumânări, la o cooperativă meșteșugărească. 

## Scrieri
- Jurnal politic 1939 – 1950, Editura Muzeului Național de Istorie Galați, Galați, 2012, 3 vol. [vol. I (28.04.1939 – 30.08.1944); vol. al II-lea (31.08.1944 – 31.03.1948) și vol. al III-lea (01.04.1948 – 13.03.1950)], 1391 p.